# SKK Demnia
SKK Demnia (ukr. Спортивно-культурний клуб «Демня», Sportywno-kulturnyj kłub "Demnia") – ukraiński amatorski klub piłkarski, mający siedzibę we wsi Demnia w obwodzie lwowskim. Założony w roku 2010.
W sezonie 2015/16 uczestniczył w rozgrywkach o Puchar Ukrainy.
Mistrz Premier ligi obwodu lwowskiego 2016.

## Historia
Chronologia nazw:
- 19??–1989: Skała Dymówka (ukr. «Скала» Димівка)
- 1989–2009: Skała Demnia (ukr. «Скала» Демня)
- 2010–...: SKK Demnia (ukr. СКК «Демня»)

Po II wojnie światowej miejscowość reprezentował klub Skała Dymówka. W 1989 roku po zmianie nazwy miejscowości klub również zmienił nazwę na Skała Demnia.
W 2010 z inicjatywy Wołodymyra Mudrego, który założył farmę królików w Demni, powstał klub piłkarski o nazwie SKK Demnia.
W 2010 zespół zdobył wicemistrzostwo rejonu, a od 2011 występował w mistrzostwach obwodu lwowskiego. W 2012 roku najpierw zajął 1 miejsce w Pierwszej Lidze (D2), a potem w turnieju finałowym był trzecim i zdobył awans do Premier-lihi obwodu lwowskiego.
W 2014 klub debiutował w rozgrywkach o Amatorski Puchar Ukrainy, w których dotarł do finału.

## Sukcesy

### Trofea międzynarodowe
Nie uczestniczył w rozgrywkach europejskich (stan na 31-05-2015).

### Trofea krajowe
| \| \| Zdobyte trofea w rozgrywkach Ukrainy (stan na: 31-05-2015) \| |                                                            |      |          |
| Rozgrywki                                                           | Osiągnięcie                                                | Razy | Sezon(y) |
| · Mistrzostwo                                                       | I miejsce                                                  | 0    |          |
| · Mistrzostwo                                                       | II miejsce                                                 | 0    |          |
| · Mistrzostwo                                                       | III miejsce                                                | 0    |          |
| Puchar                                                              | zdobywca                                                   | 0    |          |
| Puchar                                                              | finalista                                                  | 0    |          |
| Puchar                                                              | 1/32 finału                                                | 1    | 2015/16  |
| II liga                                                             | I miejsce                                                  | 0    |          |
| II liga                                                             | II miejsce                                                 | 0    |          |
| II liga                                                             | III miejsce                                                | 0    |          |
| Ukraina                                                             | Zdobyte trofea w rozgrywkach Ukrainy (stan na: 31-05-2015) |      |          |

- Amatorski Puchar Ukrainy:
  - finalista: 2014
- Mistrzostwo obwodu lwowskiego:
  - 1.miejsce: 2016
  - 4.miejsce: 2014
- Puchar obwodu lwowskiego:
  - finalista: 2013

### Inne trofea
- Memoriał Ernesta Justa:
  - finalista: 2014

## Stadion
Klub rozgrywa swoje mecze domowe na stadionie im. Witalija Kuziwa w Demni, który może pomieścić 292 widzów.

## Piłkarze
Znani piłkarze:
- Andrij Tłumak
- Jurij Wojtowycz

## Trenerzy
- 201?–...:  Pawło Kotowenko